# Chayán
Chayán (llamada oficialmente Santa María de Chaián) es una parroquia española del municipio de Trazo, en la provincia de La Coruña, Galicia.

## Entidades de población
Entidades de población que forman parte de la parroquia:
- A Brea
- A Devesiña
- A Foca
- A Fonte
- A Irexe
- A Polveira
- As Corredoiras
- Barqueiros
- Gundille
- Gurís
- Millarada
- O Porto
- O Barral
- Ponte
- Rial
- Rosende

## Demografía
| Gráfica de evolución demográfica de Chayán entre 2000 y 2019 |
|                                                              |
| Datos según el nomenclátor publicado por el INE.             |